# Bahnstrecke Teheran–Hamadan

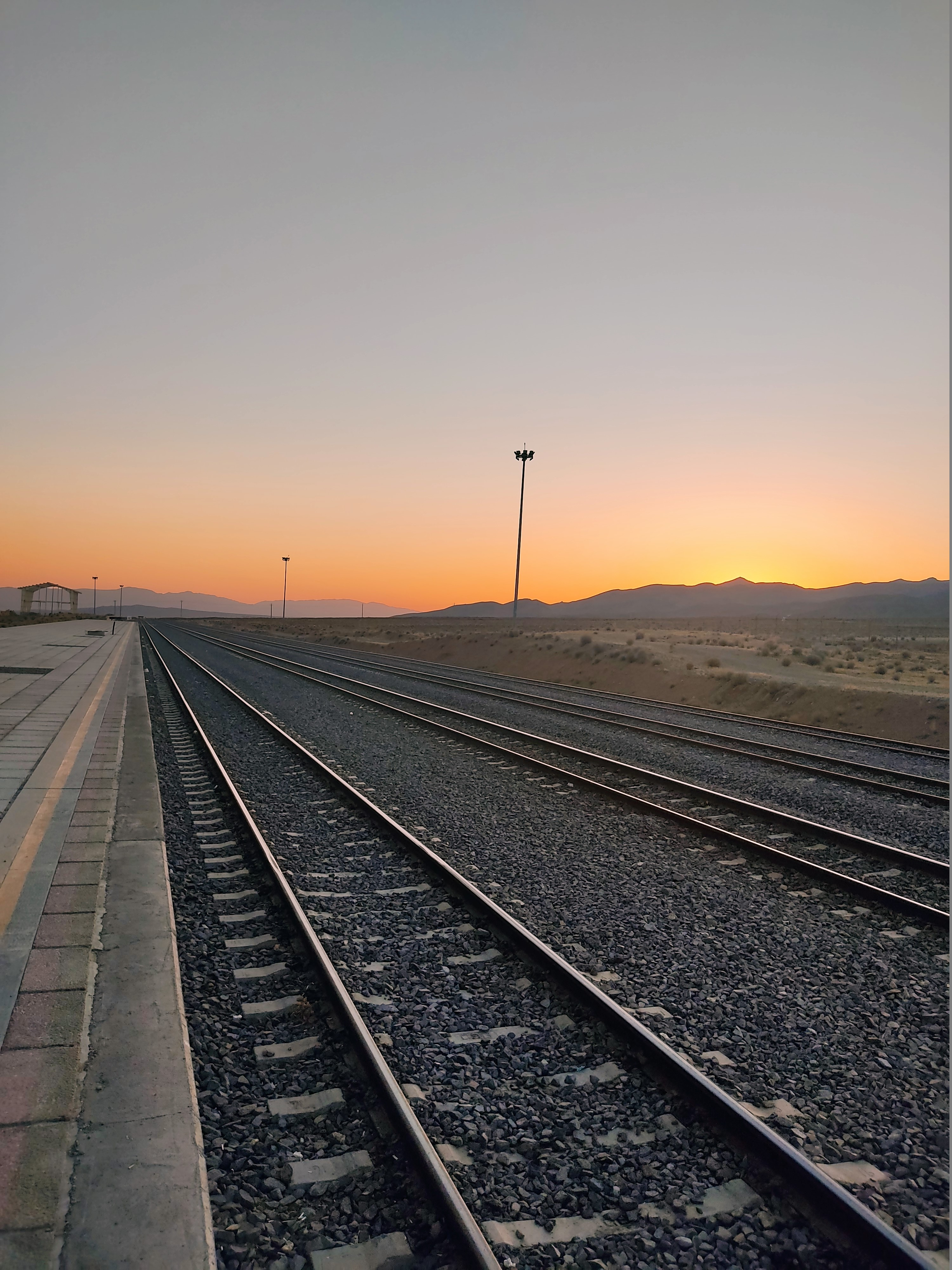
Die Bahnstrecke beim Bahnhof Saveh (2022)

Die Bahnstrecke Teheran–Hamadan ist eine Bahnstrecke im Iran.

## Geografische Lage
Die Strecke zweigt im Teheraner Außenbezirk Parand von der historischen Trasse der Transiranischen Eisenbahn nach Westen ab und führt über Saveh, Abad, Gharq, Famenin und Kuridschan nach Hamadan. Hier soll sie an eine im Bau befindliche Strecke von Malayer nach Sanandadsch angeschlossen werden.

## Geschichte
Der Bau der eingleisigen Strecke begann 2001, musste aber aufgrund der Sanktionen gegen den Iran 2004 eingestellt werden. Ab 2015 konnte weiter gebaut werden. Die Strecke wurde schließlich am 8. Mai 2017 durch den iranischen Präsidenten Hassan Rohani eröffnet. Die Baukosten beliefen sich auf rund 2,7 Mrd. Euro.

## Technische Parameter
Die 267 km lange Strecke ist in der im Iran üblichen Normalspur von 1435 mm errichtet. Die zulässige Höchstgeschwindigkeit beträgt für Personenzüge 160 km/h, für Güterzüge 120 km/h. Die Kapazität der Strecke ist auf 2 Mio. Fahrgäste und 4 Mio. Tonnen Güter pro Jahr ausgelegt.